# Gábor Hárspataki
Károly Gábor Hárspataki (* 27. Februar 1996 in Budapest) ist ein ungarischer Karateka. Er kämpft in der Gewichtsklasse bis 75 Kilogramm.

## Karriere
Gábor Hárspataki trat ab 2014 international im Erwachsenenbereich an, wurde zwischen 2015 und 2017 in der Altersklasse U21 aber noch zweimal Europa- und einmal Weltmeister. 2017 belegte er bei den Europameisterschaften in İzmit in der Einzelkonkurrenz den dritten Platz. Im Halbfinale unterlag er Luigi Busà. Ein Jahr darauf verbesserte er sich in Novi Sad auf den zweiten Platz, womit er Vizeeuropameister wurde. Im Finale musste er sich Rəfael Ağayev geschlagen geben. Seine nächste internationale Medaille gewann er bei den Europaspielen in Minsk mit einer weiteren Bronzemedaille.
Für die 2021 ausgetragenen Olympischen Spiele 2020 in Tokio qualifizierte sich Hárspataki über ein Qualifikationsturnier. Die Gruppenphase überstand er dank zweier Siege und einem Unentschieden in vier Kämpfen als Erster und traf im Halbfinale auf Rəfael Ağayev. Diesem unterlag er mit 0:7 und erhielt damit automatisch die Bronzemedaille. Ağayev wurde schließlich Zweiter hinter Luigi Busà, der Olympiasieger wurde. Die zweite Bronzemedaille ging an Stanislaw Horuna. 2022 vertrat Hárspataki Ungarn bei den World Games in Birmingham. Als Gruppendritter schied er in der Vorrunde aus und verpasste den Einzug ins Halbfinale.
Für seinen Medaillengewinn bei den Olympischen Spielen wurde ihm 2021 das Verdienstkreuz in Gold des Ungarischen Verdienstordens verliehen.